# Ichneumon tentator
Ichneumon tentator är en stekelart som beskrevs av Charles Joseph de Villers 1789. Ichneumon tentator ingår i släktet Ichneumon och familjen brokparasitsteklar. Inga underarter finns listade i Catalogue of Life.